# Императа цилиндрическая
Импера́та цилиндри́ческая или аланг-аланг (лат. Imperáta cylíndrica) — вид травянистых растений рода Императа (Imperata) семейства Злаки (Gramineae).

## Синонимы
У названия данного вида имеется несколько синонимов:
- Lagurus cylindricus L.basionym
- Imperata arundinacea Cirillotypus
- Imperata koenigii (Retz.) P.Beauv.
- Saccharum koenigii Retz.

Тропические разновидности этого вида известны под названием Ала́нг-ала́нг.

## Распространение
Родина растения — страны Юго-Восточной Азии, Китай, Япония. Как заносное растение, широко распространилось по всем регионам мира с тёплым климатом. На территории бывшего СССР встречается на Кавказе. Предпочитает песчаные и галечные почвы. Быстро осваивает вырубки и гари. Для сельского хозяйства тропических стран является злостным сорняком. Особую опасность императа представляет для сельского хозяйства Юга США, где она известна под названием когонова трава, и где её семена быстро распространяются потоками ветра вслед за грузовым транспортом вдоль основных федеральных трасс страны, занимая прилежащие пустыри. Дело в том, что острые стебли императы непригодны для откорма скота и не употребляются в пищу дикими копытными. Более того, густые и плотные основания растения быстро вытесняют другую растительность и не подходят для гнездования птиц среднего и крупного размера.
Близки императе по своим характеристикам, хотя и не близкородственны ей, разнообразные виды кладиума, представляющие собой тропическую осоку с длинными, узкими, острогранными или зазубренными стеблями высотой до 1-3 м. Кладиумы образуют заболоченные прерии, в которых могут проживать лишь толстокожие пресмыкающиеся (крокодилы, черепахи и др.)

## Ботаническое описание
Листья у основания узкие, похожи на лезвия, с острыми кончиками. Края листьев острые.
Высота стебля — до 80 см.
Соцветие — густая колосообразная перистая метёлка длиной 5—15 см. Из-за длинных шелковистых волосков, покрывающих основания колосковых чешуй, метёлка кажется серебристой.

## Значение и применение

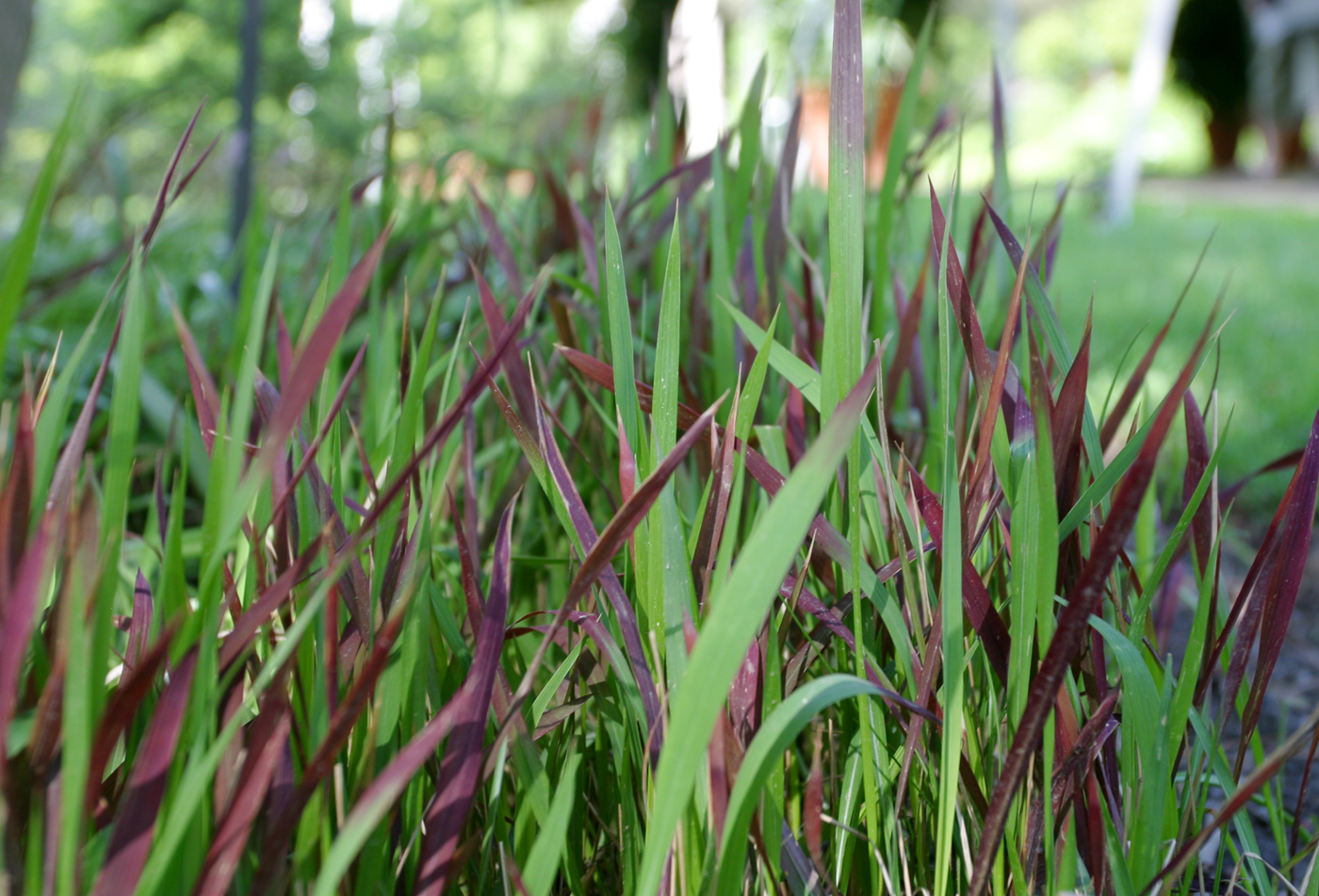

Охотно поедается лошадьми и крупным рогатым скотом, хуже овцами и верблюдами. Хорошо поедается в сене. В фазе отмирания в абсолютно сухом состоянии содержит 3,91 % белка, 13,0 % золы, 0,95 % жира, 61,63 % клетчатки, 17,97 % БЭВ.
Благодаря высокому содержанию клетчатки может быть использована в бумажной промышленности, плетения корзин.
В культуре в основном выращивается сорт Imperata cylindrica 'Red Baron' — растение высотой до 45 см, которое ценится в первую очередь за окраску своих листьев: у молодых листьев красный только кончик, а старые листья практически полностью окрашены в винно-малиновый цвет. Используется для создания японских садиков, а также в качестве акцентного растения.
В Папуа — Новой Гвинее высушенные стебли императы используются для настилки крыш традиционных хижин и глинобитных домов.